# 堀切克洋
堀切 克洋（ほりきり かつひろ、1983年10月8日 - ）は、日本の演劇研究者・俳人。専門はアントナン・アルトー研究、舞台芸術論、表象文化論。第8回北斗賞、第3回俳人協会新鋭評論賞大賞、第6回石田波郷新人賞奨励賞、第42回俳人協会新人賞受賞。武蔵野大学文学部日本文学文化学科教授。

## 人物・経歴
福島県福島市で議員秘書（亀岡高夫農林水産大臣秘書官、
佐藤栄佐久福島県知事政務秘書、社会福祉法人厚慈会理事長等を歴任）の長男として生まれる。
福島県立福島高等学校を経て、2007年一橋大学社会学部卒業。2009年東京大学大学院総合文化研究科超域文化科学専攻修士課程修了。パリ第7大学文学・芸術・映画研究センター、高等師範学校留学を経て、2016年東京大学大学院総合文化研究科超域文化科学専攻博士課程単位取得退学。
2010年から2012年まで早稲田大学演劇博物館演劇映像学連携研究拠点研究助手。2016年千葉大学非常勤講師、専修大学非常勤講師、青山学院大学非常勤講師。のち、慶應義塾大学非常勤講師。専門は20世紀フランス演劇、アントナン・アルトー研究、舞台芸術論、表象文化論。
俳人としては銀漢亭でマスターの伊藤伊那男に師事。2014年第6回石田波郷新人賞奨励賞受賞。2016年第3回俳人協会新鋭評論賞大賞受賞。2017年第8回北斗賞受賞。2018年、句集『尺蠖の道』により第42回俳人協会新人賞受賞。
2022年4月、武蔵野大学文学部日本文学文化学科特任教授。2023年4月、教授。